# Steven Bergwijn
Steven Charles Bergwijn (IPA: [ˈsteːvən bɛrxˈʋɛin]; Amsterdam, 8 ottobre 1997) è un calciatore olandese, attaccante o centrocampista dell'Al-Ittihad.

## Caratteristiche tecniche
Di ruolo ala sinistra, può giocare anche sulla fascia destra. Ambidestro, oltre che molto rapido e atletico, Dispone di buona resistenza e cambio di passo, oltre a essere abile nel dribbling. In possesso di notevoli doti tecniche, sa anche fornire assist ai compagni dimostrandosi un buon crossatore.

## Carriera

### Club

#### Esordi e PSV
Dopo essere cresciuto calcisticamente nel Waterwijck, nel 2005 viene prelevato dall'Ajax che nel 2011 lo cede a sua volta alle giovanili del PSV Eindhoven.
Il 9 agosto 2014 esordisce con lo Jong PSV nel match di Eerste Divisie vinto 2-0 contro l'Achilles '29. Il 24 ottobre segna il suo primo gol da professionista nel pareggio per 1-1 contro lo Jong Ajax. Cinque giorni dopo ha modo di esordire con la prima squadra nella vittoria contro l'Almere City in Coppa d'Olanda, sostituendo all'81º Florian Jozefzoon. Nella medesima partita offre l'assist al gol di Georginio Wijnaldum che fissa il risultato sul 5-1.
Debutta in Eredivisie il 10 maggio 2015 subentrando a Jürgen Locadia al 79º minuto dell'incontro vinto 2-0 contro l'Heracles Almelo.
Ormai pienamente integrato in prima squadra, nell'estate 2015 rinnova il suo contratto fino a metà 2020. L'8 dicembre disputa la sua prima partita in Champions League, entrando all'85º al posto di Gastón Pereiro nella sfida casalinga vinta 2-1 contro il CSKA Mosca. A fine campionato col PSV vince l'Eredivisie 2015-2016 per la seconda volta consecutiva. Il 20 agosto 2016 segna la sua prima rete da professionista nel corso dell'incontro vinto 4-0 in casa del PEC Zwolle.
Nella stagione 2017-18 si afferma nel ruolo di ala sinistra e Bergwijn conquista il terzo titolo di campionato olandese. Marca personalmente la rete del 3-0 contro l'Ajax che decreta la vittoria dell'Eredivisie.
Al termine dell'Eredivisie 2018-19 con 14 gol e 12 assist raddoppia le proprie statistiche personali della passata stagione e si rivela uno dei giocatori più forti del torneo. Queste buone prestazioni non sono sufficienti però alla vittoria del titolo che andrà ai rivali dell'Ajax.
Nel corso della stagione 2019-20, a seguito della partenza di Luuk de Jong, viene impiegato con maggiore frequenza nella posizione di centravanti dall'allenatore Mark van Bommel.

#### Tottenham
Il 29 gennaio 2020 viene acquistato dal Tottenham  per 32 milioni di euro. Fa il suo esordio con gli Spurs il successivo 2 febbraio contro il Manchester City, partita in cui segna il suo primo gol con la maglia dei londinesi. Si ripete il 1º marzo in Tottenham-Wolverhampton 2-3 e il 19 giugno nell'1-1 contro il Manchester United. Il 19 gennaio 2022, nel recupero di Leicester - Tottenham, che la sua squadra perdeva 1-2 al 94', segna un'eccezionale doppietta al 90+5' e al 90+7' che permette alla sua squadra di vincere.

#### Ajax e Al Hittihad
L'8 luglio 2022 viene ceduto per 31,25 milioni di euro all'Ajax, con cui aveva giocato nelle formazioni giovanili, divenendo contestualmente il colpo più caro della storia dell’ Eredivisie. In due stagioni colleziona 80 presenze, 29 gol e 12 assist, senza vincere alcun trofeo.
Il 2 settembre 2024 viene ceduto alla squadra araba dell’Al Ittihad per circa 21 milioni di euro.

### Nazionale
Partecipa con la nazionale Under-19 olandese al Campionato europeo 2016 di categoria, mettendo a segno due gol.
Dopo avere rappresentato tutte le selezioni giovanili olandesi dall'Under-17 all'Under-21, il 13 ottobre 2018 debutta con la nazionale maggiore in occasione del vittorioso 3-0 contro la Germania in Nations League, partendo titolare. Viene convocato per la fase finale della Nations League disputando da titolare la finale persa contro il Portogallo. Segna il primo gol con la maglia degli Oranjes il 4 settembre 2020 nella partita vinta 1-0 contro la Polonia nella Nations League 2020-2021. Dopo aver preso parte ai Mondiali 2022 e all'Europeo 2024, nel settembre del 2024 viene escluso dalla nazionale dal CT Koeman visto il suo trasferimento in Arabia Saudita.

## Statistiche

### Presenze e reti nei club
Statistiche aggiornate al 29 agosto 2024
| Stagione         | Squadra          | Campionato       | Campionato | Campionato | Coppe nazionali | Coppe nazionali | Coppe nazionali | Coppe continentali | Coppe continentali | Coppe continentali | Altre coppe | Altre coppe | Altre coppe | Totale | Totale |
| Stagione         | Squadra          | Comp             | Pres       | Reti       | Comp            | Pres            | Reti            | Comp               | Pres               | Reti               | Comp        | Pres        | Reti        | Pres   | Reti   |
| ---------------- | ---------------- | ---------------- | ---------- | ---------- | --------------- | --------------- | --------------- | ------------------ | ------------------ | ------------------ | ----------- | ----------- | ----------- | ------ | ------ |
| 2014-2015        | PSV              | ED               | 1          | 0          | CO              | 1               | 0               | -                  | -                  | -                  | -           | -           | -           | 2      | 0      |
| 2015-2016        | PSV              | ED               | 5          | 0          | CO              | 2               | 0               | UCL                | 1                  | 0                  | -           | -           | -           | 8      | 0      |
| 2016-2017        | PSV              | ED               | 25         | 2          | CO              | 2               | 0               | UCL                | 6                  | 0                  | SO          | 0           | 0           | 33     | 2      |
| 2017-2018        | PSV              | ED               | 32         | 8          | CO              | 2               | 0               | UEL                | 2                  | 0                  | -           | -           | -           | 36     | 8      |
| 2018-2019        | PSV              | ED               | 33         | 14         | CO              | 0               | 0               | UCL                | 7                  | 1                  | SO          | 1           | 0           | 41     | 15     |
| 2019-gen. 2020   | PSV              | ED               | 16         | 5          | CO              | 2               | 0               | UCL+UEL            | 2+8                | 0+1                | SO          | 1           | 0           | 29     | 6      |
| Totale PSV       | Totale PSV       | Totale PSV       | 112        | 29         |                 | 9               | 0               |                    | 26                 | 2                  |             | 2           | 0           | 149    | 31     |
| gen.-giu. 2020   | Tottenham        | PL               | 15         | 3          | FACup+CdL       | 1+0             | 0               | UCL                | 1                  | 0                  | -           | -           | -           | 17     | 3      |
| 2020-2021        | Tottenham        | PL               | 21         | 1          | FACup+CdL       | 1+2             | 0               | UEL                | 11                 | 0                  | -           | -           | -           | 35     | 1      |
| 2021-2022        | Tottenham        | PL               | 25         | 3          | FACup+CdL       | 2+2             | 0+1             | UECL               | 3                  | 0                  | -           | -           | -           | 32     | 4      |
| Totale Tottenham | Totale Tottenham | Totale Tottenham | 61         | 7          |                 | 8               | 1               |                    | 15                 | 0                  |             | -           | -           | 86     | 8      |
| 2022-2023        | Ajax             | E                | 32         | 12         | CO              | 4               | 1               | UCL+UEL            | 6+2                | 2+0                | SO          | 1           | 1           | 45     | 16     |
| 2023-2024        | Ajax             | E                | 24         | 12         | CO              | 0               | 0               | UEL                | 7                  | 1                  | -           | -           | -           | 31     | 13     |
| ago. 2024        | Ajax             | E                | 1          | 0          | CO              | 0               | 0               | UEL                | 3                  | 0                  | -           | -           | -           | 4      | 0      |
| Totale Ajax      | Totale Ajax      | Totale Ajax      | 57         | 24         |                 | 4               | 1               |                    | 18                 | 3                  |             | 1           | 1           | 80     | 29     |
| 2024-2025        | Al-Ittihad       | SPL              | 4          | 1          | KC              | 1               | 0               | -                  | -                  | -                  | -           | -           | -           | 5      | 1      |
| Totale carriera  | Totale carriera  | Totale carriera  | 235        | 61         |                 | 22              | 2               |                    | 59                 | 5                  |             | 3           | 1           | 318    | 69     |

### Cronologia presenze e reti in nazionale
| Cronologia completa delle presenze e delle reti in nazionale ― Paesi Bassi | Cronologia completa delle presenze e delle reti in nazionale ― Paesi Bassi | Cronologia completa delle presenze e delle reti in nazionale ― Paesi Bassi | Cronologia completa delle presenze e delle reti in nazionale ― Paesi Bassi | Cronologia completa delle presenze e delle reti in nazionale ― Paesi Bassi | Cronologia completa delle presenze e delle reti in nazionale ― Paesi Bassi | Cronologia completa delle presenze e delle reti in nazionale ― Paesi Bassi | Cronologia completa delle presenze e delle reti in nazionale ― Paesi Bassi |
| Data                                                                       | Città                                                                      | In casa                                                                    | Risultato                                                                  | Ospiti                                                                     | Competizione                                                               | Reti                                                                       | Note                                                                       |
| -------------------------------------------------------------------------- | -------------------------------------------------------------------------- | -------------------------------------------------------------------------- | -------------------------------------------------------------------------- | -------------------------------------------------------------------------- | -------------------------------------------------------------------------- | -------------------------------------------------------------------------- | -------------------------------------------------------------------------- |
| 13-10-2018                                                                 | Amsterdam                                                                  | Paesi Bassi                                                                | 3 – 0                                                                      | Germania                                                                   | UEFA Nations League 2018-2019 - 1º turno                                   | -                                                                          | 68’                                                                        |
| 16-10-2018                                                                 | Bruxelles                                                                  | Belgio                                                                     | 1 – 1                                                                      | Paesi Bassi                                                                | Amichevole                                                                 | -                                                                          | 73’                                                                        |
| 16-11-2018                                                                 | Rotterdam                                                                  | Paesi Bassi                                                                | 2 – 0                                                                      | Francia                                                                    | UEFA Nations League 2018-2019 - 1º turno                                   | -                                                                          | 86’                                                                        |
| 21-3-2019                                                                  | Rotterdam                                                                  | Paesi Bassi                                                                | 4 – 0                                                                      | Bielorussia                                                                | Qual. Euro 2020                                                            | -                                                                          |                                                                            |
| 24-3-2019                                                                  | Amsterdam                                                                  | Paesi Bassi                                                                | 2 – 3                                                                      | Germania                                                                   | Qual. Euro 2020                                                            | -                                                                          | 46’                                                                        |
| 6-6-2019                                                                   | Guimarães                                                                  | Paesi Bassi                                                                | 3 – 1 dts                                                                  | Inghilterra                                                                | UEFA Nations League 2018-2019 - Semifinale                                 | -                                                                          | 91’                                                                        |
| 9-6-2019                                                                   | Porto                                                                      | Portogallo                                                                 | 1 – 0                                                                      | Paesi Bassi                                                                | UEFA Nations League 2018-2019 - Finale                                     | -                                                                          | 60’                                                                        |
| 10-10-2019                                                                 | Rotterdam                                                                  | Paesi Bassi                                                                | 3 – 1                                                                      | Irlanda del Nord                                                           | Qual. Euro 2020                                                            | -                                                                          |                                                                            |
| 13-10-2019                                                                 | Minsk                                                                      | Bielorussia                                                                | 1 – 2                                                                      | Paesi Bassi                                                                | Qual. Euro 2020                                                            | -                                                                          | 89’                                                                        |
| 4-9-2020                                                                   | Amsterdam                                                                  | Paesi Bassi                                                                | 1 – 0                                                                      | Polonia                                                                    | UEFA Nations League 2020-2021 - 1º turno                                   | 1                                                                          | 74’                                                                        |
| 7-9-2020                                                                   | Amsterdam                                                                  | Paesi Bassi                                                                | 0 – 1                                                                      | Italia                                                                     | UEFA Nations League 2020-2021 - 1º turno                                   | -                                                                          | 57’                                                                        |
| 27-3-2021                                                                  | Amsterdam                                                                  | Paesi Bassi                                                                | 2 – 0                                                                      | Lettonia                                                                   | Qual. Mondiali 2022                                                        | -                                                                          | 90’                                                                        |
| 4-9-2021                                                                   | Eindhoven                                                                  | Paesi Bassi                                                                | 4 – 0                                                                      | Montenegro                                                                 | Qual. Mondiali 2022                                                        | -                                                                          | 77’ 83’                                                                    |
| 7-9-2021                                                                   | Amsterdam                                                                  | Paesi Bassi                                                                | 6 – 1                                                                      | Turchia                                                                    | Qual. Mondiali 2022                                                        | -                                                                          | 61’                                                                        |
| 13-11-2021                                                                 | Podgorica                                                                  | Montenegro                                                                 | 2 – 2                                                                      | Paesi Bassi                                                                | Qual. Mondiali 2022                                                        | -                                                                          | 46’                                                                        |
| 16-11-2021                                                                 | Rotterdam                                                                  | Paesi Bassi                                                                | 2 – 0                                                                      | Norvegia                                                                   | Qual. Mondiali 2022                                                        | 1                                                                          |                                                                            |
| 26-3-2022                                                                  | Amsterdam                                                                  | Paesi Bassi                                                                | 4 – 2                                                                      | Danimarca                                                                  | Amichevole                                                                 | 2                                                                          | 77’                                                                        |
| 29-3-2022                                                                  | Amsterdam                                                                  | Paesi Bassi                                                                | 1 – 1                                                                      | Germania                                                                   | Amichevole                                                                 | 1                                                                          | 58’                                                                        |
| 3-6-2022                                                                   | Bruxelles                                                                  | Belgio                                                                     | 1 – 4                                                                      | Paesi Bassi                                                                | UEFA Nations League 2022-2023 - 1º turno                                   | 1                                                                          |                                                                            |
| 8-6-2022                                                                   | Cardiff                                                                    | Galles                                                                     | 1 – 2                                                                      | Paesi Bassi                                                                | UEFA Nations League 2022-2023 - 1º turno                                   | -                                                                          | 67’                                                                        |
| 11-6-2022                                                                  | Rotterdam                                                                  | Paesi Bassi                                                                | 2 – 2                                                                      | Polonia                                                                    | UEFA Nations League 2022-2023 - 1º turno                                   | -                                                                          | 63’ 77’                                                                    |
| 14-6-2022                                                                  | Rotterdam                                                                  | Paesi Bassi                                                                | 3 – 2                                                                      | Galles                                                                     | UEFA Nations League 2022-2023 - 1º turno                                   | -                                                                          | 73’                                                                        |
| 22-9-2022                                                                  | Varsavia                                                                   | Polonia                                                                    | 0 – 2                                                                      | Paesi Bassi                                                                | UEFA Nations League 2022-2023 - 1º turno                                   | 1                                                                          | 75’                                                                        |
| 25-9-2022                                                                  | Amsterdam                                                                  | Paesi Bassi                                                                | 1 – 0                                                                      | Belgio                                                                     | UEFA Nations League 2022-2023 - 1º turno                                   | -                                                                          |                                                                            |
| 21-11-2022                                                                 | Doha                                                                       | Senegal                                                                    | 0 – 2                                                                      | Paesi Bassi                                                                | Mondiali 2022 - 1º turno                                                   | -                                                                          | 79’                                                                        |
| 25-11-2022                                                                 | Al Rayyan                                                                  | Paesi Bassi                                                                | 1 – 1                                                                      | Ecuador                                                                    | Mondiali 2022 - 1º turno                                                   | -                                                                          | 46’                                                                        |
| 3-12-2022                                                                  | Al Rayyan                                                                  | Paesi Bassi                                                                | 3 – 1                                                                      | Stati Uniti                                                                | Mondiali 2022 - Ottavi di finale                                           | -                                                                          | 46’                                                                        |
| 9-12-2022                                                                  | Lusail                                                                     | Paesi Bassi                                                                | 2 – 2 dts (3 – 4 dtr)                                                      | Argentina                                                                  | Mondiali 2022 - Quarti di finale                                           | -                                                                          | 46’ 90+13’                                                                 |
| 14-6-2023                                                                  | Rotterdam                                                                  | Paesi Bassi                                                                | 2 – 4 dts                                                                  | Croazia                                                                    | UEFA Nations League 2022-2023 - Semifinale                                 | -                                                                          | 75’                                                                        |
| 18-6-2023                                                                  | Enschede                                                                   | Paesi Bassi                                                                | 2 – 3                                                                      | Italia                                                                     | UEFA Nations League 2022-2023 - Finale 3º posto                            | 1                                                                          | 46’                                                                        |
| 13-10-2023                                                                 | Eindhoven                                                                  | Paesi Bassi                                                                | 1 – 2                                                                      | Francia                                                                    | Qual. Euro 2024                                                            | -                                                                          | 80’                                                                        |
| 16-10-2023                                                                 | Atene                                                                      | Grecia                                                                     | 0 – 1                                                                      | Paesi Bassi                                                                | Qual. Euro 2024                                                            | -                                                                          |                                                                            |
| 6-6-2024                                                                   | Rotterdam                                                                  | Paesi Bassi                                                                | 4 – 0                                                                      | Canada                                                                     | Amichevole                                                                 | -                                                                          | 62’                                                                        |
| 2-7-2024                                                                   | Monaco di Baviera                                                          | Romania                                                                    | 0 – 3                                                                      | Paesi Bassi                                                                | Euro 2024 - Ottavi di finale                                               | -                                                                          | 46’                                                                        |
| 6-7-2024                                                                   | Berlino                                                                    | Paesi Bassi                                                                | 2 – 1                                                                      | Turchia                                                                    | Euro 2024 - Quarti di finale                                               | -                                                                          | 46’                                                                        |
| Totale                                                                     |                                                                            | Presenze                                                                   | 35                                                                         |                                                                            | Reti                                                                       | 8                                                                          |                                                                            |

## Palmarès

### Club
- Campionato olandese: 3

PSV: 2014-2015, 2015-2016, 2017-2018
- Supercoppa dei Paesi Bassi: 2

PSV: 2015, 2016
- Campionato saudita: 1

Al-Ittihad: 2024-2025
- Coppa del Re dei Campioni: 1

Al-Ittihad: 2024-2025